# Howard Krongard
 (novembre 2021).
Howard J. "Cookie" Krongard, né le 12 décembre 1940 à Baltimore et mort le 3 mai 2023, est un avocat américain et ancien fonctionnaire gouvernemental.

## Biographie
Il occupait le poste d'inspecteur général du département d'État pendant l'administration de George W. Bush. Il a quitté son poste le 15 janvier 2008 sans pouvoir prétendre à des revenus de retraite. Celui-ci était, alors, confronté à l'accusation d'avoir évité des enquêtes sur des fraudes en matière de passation de marchés en Irak et également à celle d'un possible conflit d'intérêts concernant les enquêtes sur la société Blackwater Worldwide.